# Bredsjön, Södermanland
Bredsjön är en sjö i Strängnäs kommun i Södermanland och ingår i Trosaåns huvudavrinningsområde. Sjön har en area på 0,439 kvadratkilometer och ligger 59,2 meter över havet. Sjön avvattnas av vattendraget Bredsjöbäcken.

## Delavrinningsområde
Bredsjön ingår i det delavrinningsområde (656512-157248) som SMHI kallar för Utloppet av Bredsjön. Medelhöjden är 70 meter över havet och ytan är 4,66 kvadratkilometer. Räknas de 2 avrinningsområdena uppströms in blir den ackumulerade arean 5,42 kvadratkilometer. Bredsjöbäcken som avvattnar avrinningsområdet har biflödesordning 2, vilket innebär att vattnet flödar genom totalt 2 vattendrag innan det når havet efter 52 kilometer. Avrinningsområdet består mestadels av skog (89 procent). Avrinningsområdet har 0,44 kvadratkilometer vattenytor vilket ger det en sjöprocent på 9,5 procent.